# 伊東市立伊東小学校
伊東市立伊東小学校（いとうしりつ いとうしょうがっこう）は、静岡県伊東市大原にある公立小学校。

## 概要
- 令和5年度より東小学校、西小学校、旭小学校が統合され伊東小学校が新設された[1]。全校児童数549人、教員数62人[2]。
- 特別支援学級と発達通級指導教室、ことばの教室（言語通級指導教室）が設置されている[3]。

## 沿革
- 2023年（令和5年）4月1日 - 伊東市立東小学校、同市立西小学校、同市立旭小学校が統合して旧東小学校の校舎で開校。

## 通学区域
全域対象の地域
- 新井、新井一丁目、新井二丁目、和田一丁目、和田二丁目、物見が丘、芝町、静海町、大原一丁目、大原二丁目、大原三丁目、竹の内一丁目、竹の内二丁目、竹の台、音無町、馬場町一丁目、馬場町二丁目、渚町、銀座元町、湯川、湯川一丁目、湯川二丁目、湯川三丁目、湯川四丁目、松原、松原本町、東松原町、松川町、猪戸一丁目、猪戸二丁目、中央町、松原湯端町、寿町、宝町、幸町、岡広町、末広町、弥生町、桜木町一丁目、桜木町二丁目、広野一丁目、広野二丁目、広野三丁目、広野四丁目、湯田町、瓶山一丁目、瓶山二丁目、鎌田、桜ガ丘一丁目、桜ガ丘二丁目、南町一丁目、南町二丁目、宮川町一丁目、宮川町二丁目

一部除外の地域
- 玖須美元和田：700番地の一部、702番地～736番地（734番地の一部を含む）を除く
- 岡：1215番地～1217番地、1291番地～1320番地を除く